# Revue archéologique de Picardie
La Revue archéologique de Picardie (RAP) est une revue scientifique annuelle à comité de lecture publiée depuis 1982. Spécialisée en archéologie, son périmètre concerne essentiellement les recherches réalisées en Picardie.

## Description
La Revue archéologique de Picardie est issue de la fusion des Cahiers archéologiques de Picardie et de la Revue archéologique de l’Oise. Si sa fusion avec la Revue du Nord a été proposée en 1996, celle-ci a été rejetée du fait de l'importance de la diffusion et du succès de la Revue archéologique de Picardie,. Elle est catégorisée par le Ministère de la Culture en tant que revue régionale d'archéologie, au contraire des revues d'archéologie interrégionales dont fait partie la Revue du Nord. Si son périmètre concerne essentiellement l'archéologie de la Picardie, elle assure également la publication de congrès qui ont eu lieu dans la région, à l'image de ceux de l'Association d'étude du monde rural gallo-romain (Ager) ou de l'Association française pour l'étude de l'âge du Fer (AFEAF).
Initialement publiée avec quatre numéros ordinaires, sa fréquence est biannuelle depuis 1984 pour les numéros ordinaires numérotés 1/2 et 3/4. Des numéros spéciaux, le plus souvent annuels, assurent la fonction de suppléments.
La Revue archéologique de Picardie, ainsi que ses prédécesseurs (Cahiers archéologiques de Picardie et Revue archéologique de l’Oise) sont disponibles sur le portail Persée pour les livraisons antérieures à 2014. Les articles des numéros épuisés sont gratuitement ouverts au téléchargement sur le site officiel de la revue.